# Breg pri Polzeli
Breg pri Polzeli je naselje u slovenskoj Općini Polzela. Breg pri Polzeli se nalazi u pokrajini Štajerskoj i statističkoj regiji Savinjskoj.
Nalazi se između potoka Struga i rijeke Savinje. Naselje je nastalo prije 25 godina. Na Bregu pri Polzeli nalazi se tvornica čarapa u kojoj je u najbolja vremena bilo zaposleno više od 1.300 radnika.

## Ime naselja
Ime naselja je 1953. godine promijenjeno iz Breg u Breg pri Polzeli.

## Kulturna baština
Mala kapelica uz cestu u naselju datira iz 1925. godine.

## Stanovništvo
Prema popisu stanovništva iz 2018. godine naselje je imalo 989 stanovnika.